# 李锡爵
李锡爵（？—？），徐州人，是一名清朝政治人物。
李锡爵曾于雍正十年接替苏本结任兴化府知府一职，乾隆二年（1737年）由赵琳接任。